# ذانيت الشمالية (دائرة انتخابية في المملكة المتحدة)
ذانيت الشمالية (بالإنجليزية: North Thanet)‏ هي إحدى الدوائر الانتخابية في المملكة المتحدة الممثلة في مجلس العموم في برلمان المملكة المتحدة.
عضو البرلمان الذي يمثلها حالياً هو :Mr Roger Gale (Con).
و وهي مهمة جدآ للأنانتخاب الدوائر